# 북 오브 헨리
《북 오브 헨리》(영어: The Book of Henry)는 2017년 개봉한 콜린 트레보로우 감독의 영화이다.

## 줄거리
천재로 불리던 12살 '헨리(제이든 리버허 분)'는 엄마 '수잔(나오미 왓츠 분)'과 동생 '피터(제이콥 트렘블레이 분)'와 함께 살고 있다. 어린아이 같은 엄마 수잔을 대신해 집안일도 신경써야하고, 동생도 돌봐야 한다.
그러던 어느날 갑작스럽게 뇌종양 판정을 받게 된 헨리는 세상을 떠나기 전 한권의 책을 남긴다. 그 책에서 양아버지로부터 학대당하는 이웃집 여자아이를 구할 방법을 써 놓은 것을 발견한 수잔이 그 방법을 실행해나가는 이야기이다.

## 출연진
- 나오미 왓츠 - 수잔 카펜터 역
- 제이든 리버허 - 헨리 카펜터 역
- 제이콥 트렘블레이 - 피터 카펜터 역
- 사라 실버맨 - 셰일라 역
- 리 페이스 - 데이빗 역
- 매디 지글러 - 크리스티나 시클먼 역
- 토냐 핀킨스
- 딘 노리스 - 글렌 시클먼 역
- 제랄딘 휴즈
- 바비 모니한
- 웨스 스티븐스
- 잭슨 니콜
- 마잔 네샷
- 페이스 로건
- 도네타 라비니아 그레이스
- 메리 조이